# Garí
Garí (en rus: Гари) és un poble del krai de Perm, a Rússia, que pertany al districte rural de Bolxessosnovski. El 2010 tenia 51 habitants.